# Ciriaco Pérez-Bustamante de la Vega
Ciríaco Pérez-Bustamante de la Vega (La Hermida, Peñarrubia, 17 de novembre de 1896 – Benalmádena 27 de maig de 1975) fou un historiador i americanista espanyol, membre de la Reial Acadèmia de la Història.

## Biografia
Pertanyia a una família d'hidalgos camperols. El 1922 es doctorà en filosofia i lletres en la Universitat Central de Madrid, on fou deixeble d'Antonio Ballesteros Beretta. Mitjançant una beca va poder investigar en els Arxius Vaticans de Roma.
El 1922 esdevingué catedràtic d'història d'Espanya a la Universitat de La Laguna. Posteriorment fou catedràtic a les Universitats d'Oviedo, Santiago de Compostel·la i Valladolid, i degà de la facultat de filosofia de la Universitat de Valladolid.
Després de la depuració posterior a la guerra civil espanyola, va aconseguir la càtedra d'història d'Espanya a la Universitat Central de Madrid fins a la seva jubilació el 1966. Se'l considera un dels pares de l'americanisme de la postguerra, amb una obra basada en investigacions en l'Arxiu d'Índies. Membre de la FET de las JONS, de 1958 a 1961 fou procurador en Corts com a Representant de l'Instituto de España.
El 1949 fou nomenat director de l'Institut Gonzalo Fernández de Oviedo del CSIC i el 1947 rector de la Universitat Internacional Menéndez Pelayo, càrrec que va ocupar fins a 1968. El 1950 fou nomenat acadèmic de la Reial Acadèmia de la Història. Entr altres honors va rebre la Gran Creu del Merit Naval, les grans creus de l'Orde del Mèrit Civil, de l'Orde d'Alfons X el Savi, de l'Orde de l'Infant Dom Henrique i de l'Orde de Cisneros.

## Obres
- El duque Osuna (1940)
- El dominio del Adriático (1943)
- Los cardenalatos del duque de Lerma y del infante don Fernando (1934)
- El conde de Gondomar (1928)
- Don Antonio de Mendoza : primer virrey de la Nueva España, 1535-1550 (1928)
- Felipe III : semblanza de un monarca y perfiles de una privanza (1950)
- Menéndez Pelayo : académico de la historia (1956)
- Compendio de Historia de España (1963)